# Blonville-sur-Mer
Blonville-sur-Mer és un municipi francès situat al departament de Calvados i a la regió de Normandia. L'any 2007 tenia 1.576 habitants.

## Demografia

### Població
El 2007 la població de fet de Blonville-sur-Mer era de 1.576 persones. Hi havia 727 famílies de les quals 275 eren unipersonals (79 homes vivint sols i 196 dones vivint soles), 236 parelles sense fills, 157 parelles amb fills i 59 famílies monoparentals amb fills.
La població ha evolucionat segons el següent gràfic:
Habitants censats

### Habitatges
El 2007 hi havia 2.740 habitatges, 748 eren l'habitatge principal de la família, 1.963 eren segones residències i 29 estaven desocupats. 1.067 eren cases i 1.666 eren apartaments. Dels 748 habitatges principals, 489 estaven ocupats pels seus propietaris, 234 estaven llogats i ocupats pels llogaters i 26 estaven cedits a títol gratuït; 27 tenien una cambra, 170 en tenien dues, 127 en tenien tres, 147 en tenien quatre i 278 en tenien cinc o més. 563 habitatges disposaven pel capbaix d'una plaça de pàrquing. A 440 habitatges hi havia un automòbil i a 226 n'hi havia dos o més.

### Piràmide de població
La piràmide de població per edats i sexe el 2009 era:
| Homes | Edats   | Dones |
| ----- | ------- | ----- |
| 0     | 95 o +  | 4     |
| 4     | 90 a 94 | 0     |
| 8     | 85 a 89 | 28    |
| 28    | 80 a 84 | 20    |
| 16    | 75 a 79 | 44    |
| 40    | 70 a 74 | 68    |
| 32    | 65 a 69 | 56    |
| 8     | 60 a 64 | 8     |
| 56    | 55 a 59 | 52    |
| 24    | 50 a 54 | 52    |
| 48    | 45 a 49 | 16    |
| 44    | 40 a 44 | 52    |
| 64    | 35 a 39 | 44    |
| 40    | 30 a 34 | 52    |
| 56    | 25 a 29 | 40    |
| 20    | 20 a 24 | 12    |
| 28    | 15 a 19 | 16    |
| 52    | 10 a 14 | 44    |
| 36    | 5 a 9   | 64    |
| 36    | 0 a 4   | 40    |

## Economia
El 2007 la població en edat de treballar era de 912 persones, 642 eren actives i 270 eren inactives. De les 642 persones actives 574 estaven ocupades (290 homes i 284 dones) i 68 estaven aturades (31 homes i 37 dones). De les 270 persones inactives 121 estaven jubilades, 58 estaven estudiant i 91 estaven classificades com a «altres inactius».

### Ingressos
El 2009 a Blonville-sur-Mer hi havia 810 unitats fiscals que integraven 1.683,5 persones, la mediana anual d'ingressos fiscals per persona era de 18.845 €.

### Activitats econòmiques
Dels 92 establiments que hi havia el 2007, 1 era d'una empresa alimentària, 1 d'una empresa de fabricació d'altres productes industrials, 12 d'empreses de construcció, 26 d'empreses de comerç i reparació d'automòbils, 1 d'una empresa de transport, 12 d'empreses d'hostatgeria i restauració, 4 d'empreses d'informació i comunicació, 1 d'una empresa financera, 10 d'empreses immobiliàries, 12 d'empreses de serveis, 6 d'entitats de l'administració pública i 6 d'empreses classificades com a «altres activitats de serveis».
Dels 27 establiments de servei als particulars que hi havia el 2009, 1 era una oficina de correu, 2 tallers de reparació d'automòbils i de material agrícola, 1 autoescola, 1 paleta, 2 guixaires pintors, 3 fusteries, 4 lampisteries, 1 electricista, 1 perruqueria, 3 restaurants, 6 agències immobiliàries, 1 tintoreria i 1 saló de bellesa.
Dels 7 establiments comercials que hi havia el 2009, 2 eren botiges de menys de 120 m², 1 una botiga de menys de 120 m², 1 una fleca, 1 una peixateria, 1 una botiga de roba i 1 una joieria.
L'any 2000 a Blonville-sur-Mer hi havia 7 explotacions agrícoles que ocupaven un total de 256 hectàrees.

## Equipaments sanitaris i escolars
L'únic equipament sanitari que hi havia el 2009 era una farmàcia.
El 2009 hi havia una escola elemental.

## Poblacions més properes
El següent diagrama mostra les poblacions més properes.